# Медаль «За заслуги в культурі Gloria Artis»
Медаль «За заслуги в культурі Gloria Artis» (лат.: Слава мистецтву) — польська відомча відзнака, що присуджується Міністром культури та національної спадщини особі чи установі, що виділяється у галузі художньої творчості, культурної діяльності чи охорони національної культури та спадщини. 
Медаль присуджується на підставі Закону від 17 червня 2005 року про внесення змін до Закону про організацію та проведення культурних заходів та про внесення змін до Закону про систему освіти. Прийшла на зміну нагрудному знаку «Заслужений діяч культури». 

## Характеристика
Премія має три рівні: 

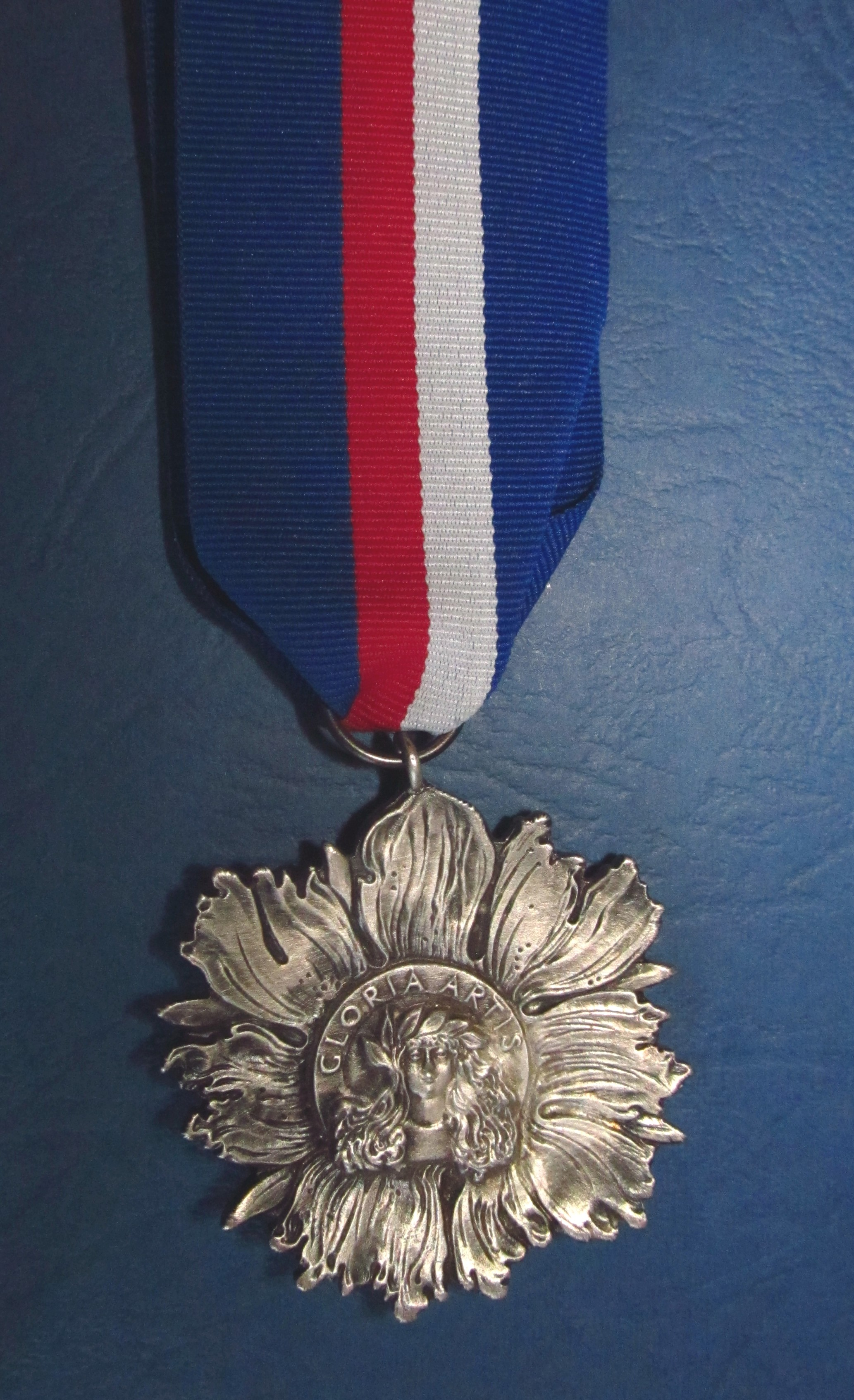
Реверс срібної медалі

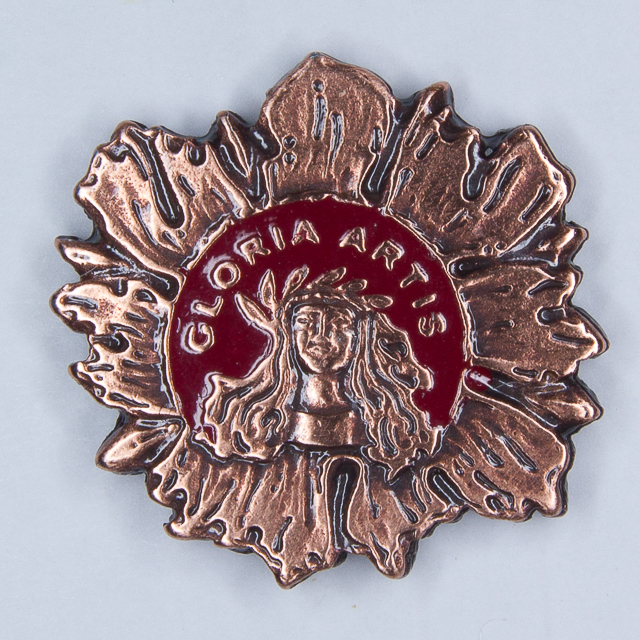
Мініатюра бронзової нагороди

- І ступінь — Золота медаль «За заслуги в культурі Gloria Artis»,
- II ступінь — Срібна медаль «За заслуги в культурі Gloria Artis»,
- III ступінь — бронзова медаль «За заслуги в культурі Gloria Artis».

Міністр нагороджує медаллю за власною ініціативою або на прохання інших міністрів чи керівників центральних відомств, ректорів університетів, воєводських маршалків, воєвод, статутних органів національних соціальних організацій чи об'єднань, що здійснюють статутну культурну діяльність, керівників дипломатичних чи консульських служб Республіки Польща. 
Медаль вищого ступеня може бути отримана через 5 років з присудження медалі безпосередньо нижчого рівня. У випадках, виправданих видатними досягненнями кандидата, зазначена вимога може бути відхилена. 
Автор дизайну медалей — Пйотр Гаврон .

## Вигляд
Медаль зроблена із позолоченого, сріблястого або бронзового патину томпака, має форму квітки з неправильними пелюстками, покрита на лицьовій стороні зеленою, синьою або темно-червоною емаллю залежно від ступеня. На лицьовій частині зображено коронованого орла, на звороті голову жінки в лавровому вінку, над яким — напівкруглий напис GLORIA ARTIS. Діаметр відзнаки Золотої медалі - 70 мм, срібної — 55 мм та бронзової — 40 мм. Золоту медаль носять на стрічці навколо шиї, срібну та бронзову медаль на лівій стороні грудей — на стрічці, згідно стажу за державними відзнаками. Стрічка золотої медалі довжиною 680 мм та шириною 50 мм, темно-зелена з двома вертикальними смугами — білою та червоною шириною 13 мм. Стрічка срібної медалі є завдовжки 60 мм і шириною 35 мм, синя з двома вертикальними смугами — білою та червоною шириною 5 мм. Стрічка бронзової медалі — довжиною 55 мм і шириною 35 мм, бордового кольору з двома вертикальними смугами — білою та червоною шириною 5 мм. 
Вибрані фізичні особи, юридичні особи чи організаційні підрозділи також отримують мініатюру медалі, відзнака якої викарбувана на одній стороні, патинована. Має діаметр 17 мм і зображує, залежно від ступеня медалі, реверс золотої, срібної або бронзової медалі, забарвленої смоляною фарбою відповідного кольору для даного ступеня медалі: зеленого, синього або вишневого. 

## Відмова прийняття
У лютому 2015 року Аліна Кала відмовилася прийняти бронзову медаль з рук Малгожати Омілановської як протест проти ситуації в Єврейському історичному інституті, яким, на її думку, дуже погано керують. 
У лютому 2016 року на церемонії вручення медалей міністром Пйотром Глинським не з'явилися Казімеж Орлось та Пйотр Мативецький (Золоті медалі), Томаш Любенський, Івона Смолка, Адріана Шиманська (срібні медалі), Марія Єнтис-Бореловська та Ґжеґож Касдепке (Бронзові медалі). 